# Podviní (Praha)

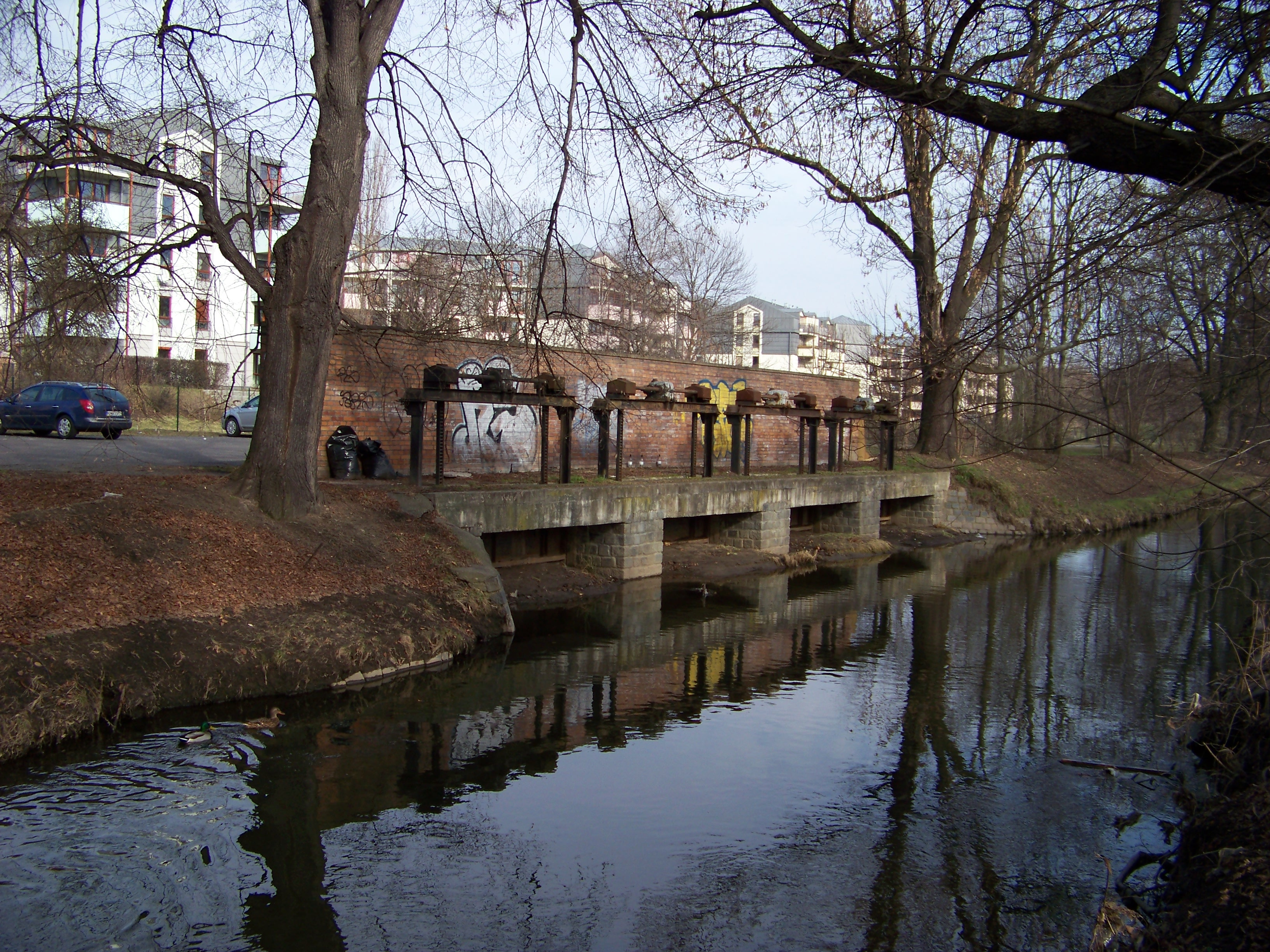
Stavidla u Rokytky na začátku bývalého náhonu Podvinného mlýna.

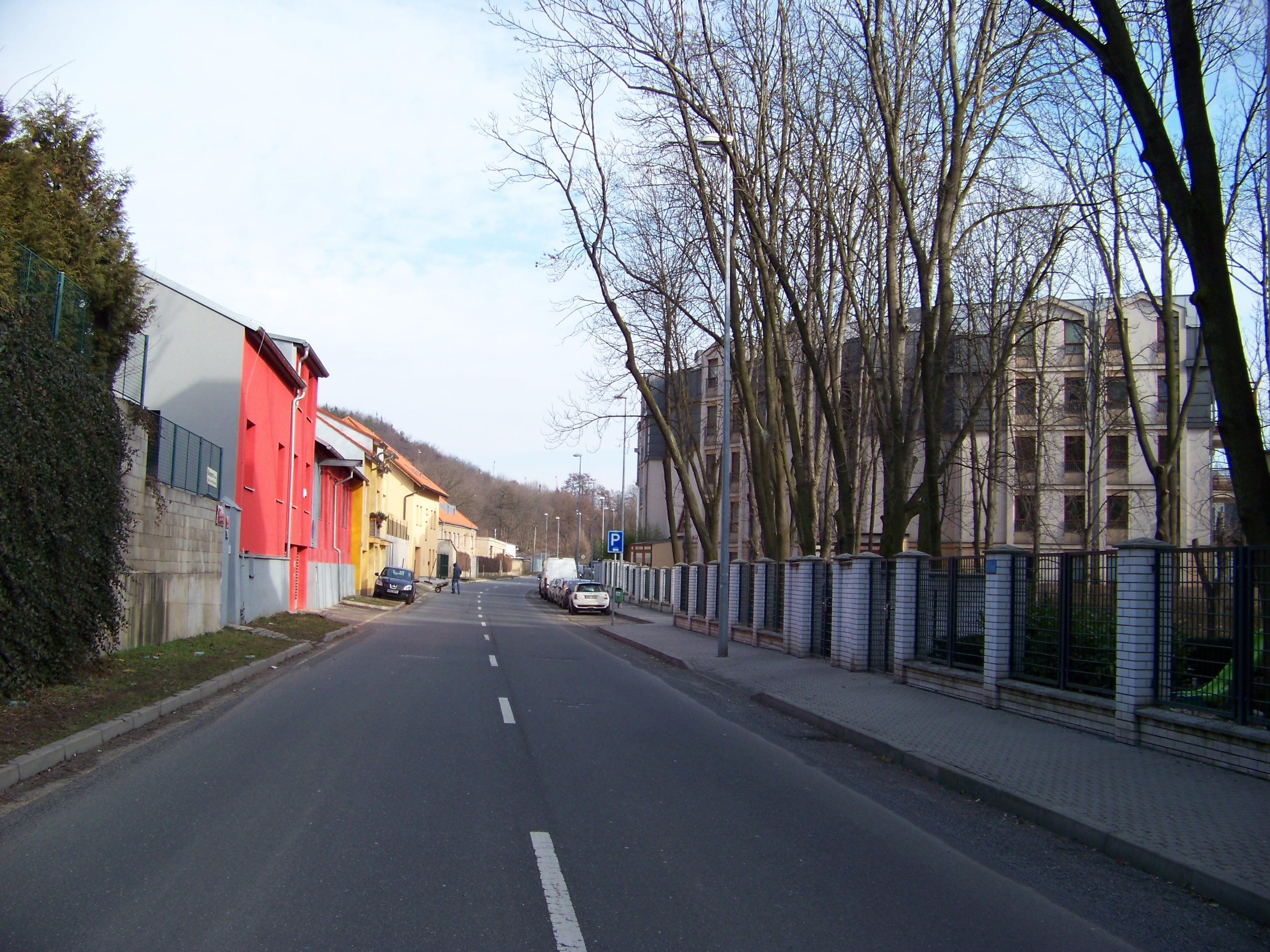
Ulice Podvinný mlýn, od mlýna k východu

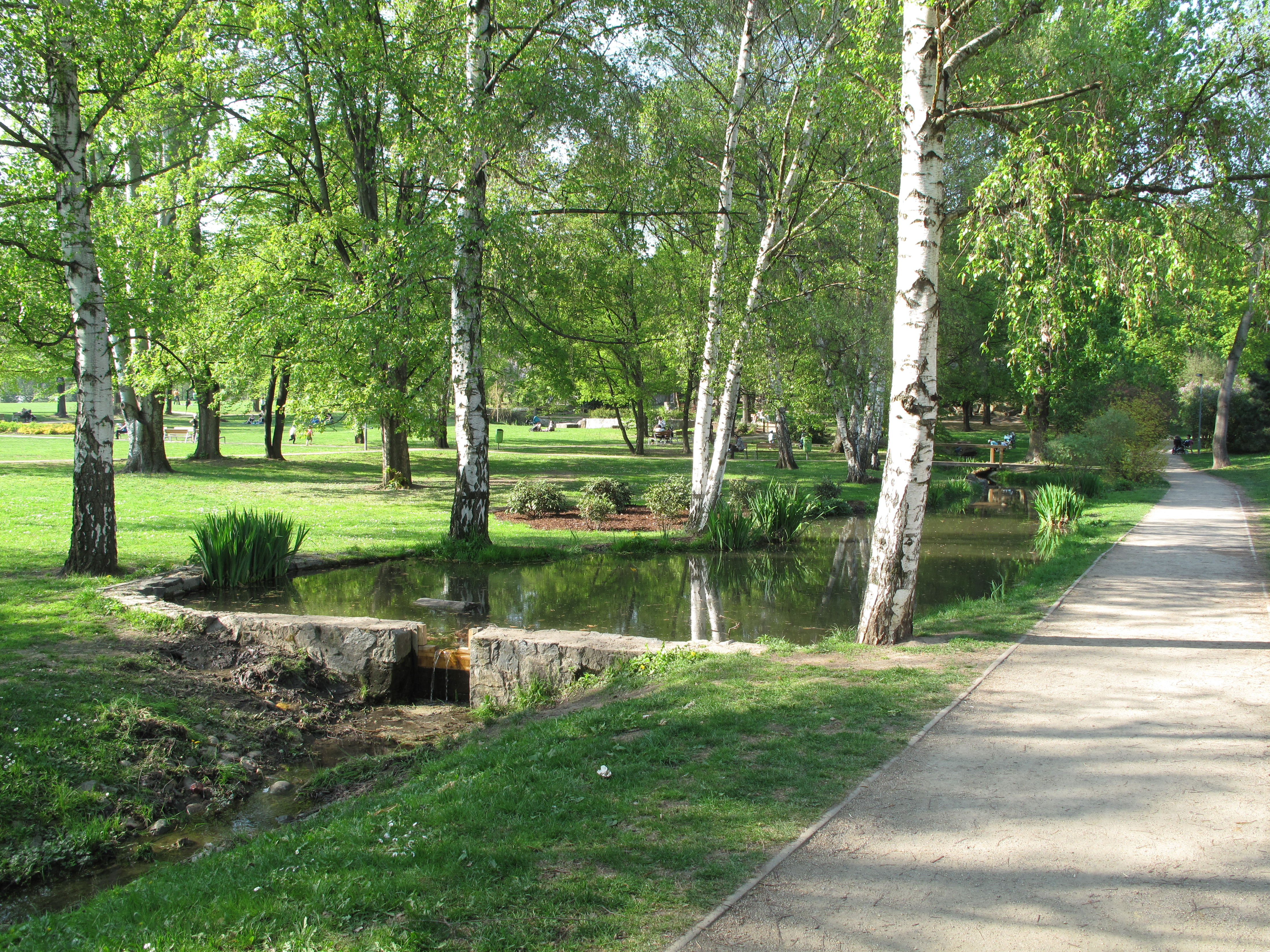
Park Podviní

Podviní (německy Podiwin) je zaniklá ves mezi Libní a Vysočany na březích Rokytky. V současné době se v této oblasti, na rozhraní Libně a Vysočan v městské části Praha 9, nachází park Podviní.

## Historie
Vlastníkem vsi se někdy po roce 1414 stal jakýsi Adam - bohatý muž, který půjčoval peníze i králi Václavovi IV. a který rozhodně nebyl přívržencem husitů. Proto Pražané jeho zdejší statek zabrali a roku 1421 postoupili (i s tvrzí, která je tímto poprvé zmíněna) staroměstskému purkmistrovi Janovi Bradatému (který roku 1426 padl v bitvě u Ústí nad Labem). Připojení Podviní k Libni (1524) se netýkalo podvinského mlýna. Podvinská tvrz byla již v roce 1595 pustá a naposledy je zmíněna v roce 1609. Mlýn (čp. 73) se z celého Podviní zachoval patrně nejdéle, a to až do 30. dubna 2001, kdy opuštěný a zchátralý objekt vyhořel. V letech 2003 až 2004 byla v místě Podvinného mlýna vystavěna bytová zástavba, jejíž součástí je i kopie původního mlýna, i když nepříliš věrná. Podvinný mlýn dal také název dnešní ulici v Libni: Podvinný mlýn (v letech 1895-1906 Podvinský mlýn).

## Etymologie
Původ jména Podviní je zřejmý – šlo o místo pod jižními svahy porostlými vinicemi. Od roku 1990 se na těchto svazích znovu začala pěstovat vinná réva na vinici Máchalka.

## Podvinný mlýn - sportovní hřiště
Na Podvinném mlýně se nachází sportovní komplex, na kterém od roku 1982 hraje ragbyový klub RC Sparta Praha. Proto se i hřišti zde umístěnému říká Na Podvinném mlýně. Součástí komplexu je extraligové ragbyové hřiště, krytá sportovní hala Arena Sparta a tréninkové hřiště s umělým povrchem. V roce 2011 byl nově vybudován i lehkoatletický tréninkový stadion.

## Kultura
V parku Podviní se každoročně (obvykle v červnu a září) koná open air festival Podviní.

## Významné objekty
- Naučná stezka - vedena podél Rokytky, vede tudy i vysočanská cyklostezka
- Kolčavka - bývalá viniční usedlost, pak bývalý letní zámeček (výstavná letní vila s věží) s anglickým parkem, později soukromá škola, poté továrnička, dnes soukromé hasičské muzeum
- Libeňský lihovar - zaniklá továrna, největší výrobce lihu v Rakousku-Uhersku na přelomu 19. století a 20. století
- Balabenka - zaniklá viniční usedlost, dnes významná dopravní křižovatka a náměstí
- Tvrz v Podviní
- Mlýn v Podviní

## Turismus
Podviním vede turistická značená trasa  1105 od konečné tramvají v Kobylisích do Starých Malešic.